# یواس‌اس وایومینگ (۱۸۵۹)
یواس‌اس وایومینگ (۱۸۵۹) (به انگلیسی: USS Wyoming (1859)) یک کشتی بود که طول آن ۱۹۸ فوت ۶ اینچ (۶۰٫۵۰ متر) بود. این کشتی در سال ۱۸۵۹ ساخته شد.